# 二名敦子
二名 敦子（にいな あつこ、1959年〈昭和34年〉1月18日 - ）は、1980年代に活躍した日本の女性シンガーソングライター。1983年にアルバム「PLAY ROOM～戯れ」でテイチクからデビュー。甘いメロディーに澄んだ歌声は、夏のリゾートを思わせる曲が多い。代表曲に「オレンジバスケット」、アルバム『LOCO ISLAND』など。

## 来歴・人物
幼少・青年期
- 1959年1月、大阪府で生まれる[1]。血液型はO型。好きな色は、黒と白である。
- 高校時代から、チャカ・カーンなどブラックミュージックが好きで、ジャニス・ジョプリンにも憧れ、ロックバンドで活動する。
- 金蘭女子短期大学卒業後、歌手を目指して上京し、亀淵友香にボイストレーニングを受ける。

「早川英梨」時代
- 1979年、早川英梨名義でシングル「誘われて夏」で歌手デビュー。音楽性は後のシティポップス調に比べ、やや歌謡曲路線だった。その後、シングル『霧のリバプール』、アルバム『CITY』を発表。

「二名敦子」時代
- 1983年、アーティスト名を二名敦子に改名し、ジャズ・ボサノヴァの名ナンバーを日本語でカバーしたアルバム『PLAY ROOM ～戯れ～』で再デビュー。1984年5月発売のアルバム『LOCO ISLAND』からは一転してシティ・ポップ路線に変更し、これが二名敦子としての実質的なデビュー作となった。以降は1年に1枚のペースでアルバムを発表。カマサミ・コングらとハワイ州にあるAMラジオ局・KIKIのイベントに参加。
- 1984年、9月16日にFMで六本木ピットインでのライブの模様が放送される。
- 1985年、4月20日にFMで芳野藤丸SPECIALBANDを迎えたライブが放送される。
- 1986年、シングル「オレンジバスケット」がキリンオレンジのテレビコマーシャルソングに起用され、注目される。アルバム『Fluorescent Lamp』を発表後、結婚・出産を契機に歌手活動を引退。
- 2009年、9月にビクターからベスト・アルバム『ゴールデン☆ベスト 二名敦子』が発売。
- 2011年、東京・スターパインズカフェでの村田和人ライブにゲスト参加し、往年のファンを喜ばせた。
- 2012年、東京・武蔵小山「LiveCafe Again」で村田とのジョイントライブを数回敢行。村田のブログには「2012年をリハビリの年とし、2013年からステージに本格復帰する予定」の旨が書き込まれていた。
- 2013年、4月20日に東京・武蔵小山「LiveCafe Again」でアルバム『Windy Island』『Naturally』の編曲家である芳野藤丸（g）と佐倉一樹（key）を迎えて復帰ソロライブを実施。9月21日に同じく「LiveCafe Again」で芳野（g）、佐倉（key）、長岡道夫（bass）を迎えて”3枚のアルバム再発売記念ライブ”を実施。7月、タワーレコードでアルバム『LOCO ISLAND』『WINDY ISLAND』『Naturally』の3点を限定復刻販売[2]。11月、タワーレコードで早川英梨名義のアルバム『CITY』を限定復刻販売[3]
- 2014年、タワーレコードでアルバム『him』を限定復刻販売[4]

## 出演番組
- 二名敦子のミュージック・ボード（FM愛知）[1]

## 書籍
- 『週刊プレイボーイ』1983年3月15日号 - グラビア4頁。
- 『平凡パンチ』1983年5月9・16日号 - デビュー紹介記事。
- 『アクションカメラ』1983年5月号 - グラビア見開き2頁。
- 『FMステーション』1983年 - ”PLAY ROOM ～戯れ～”について。
- 『Adlib』
  - 1984年 - ”LOCO ISLAND”について。
  - 1985年 - ”WINDY ISLAND”について。
  - 1986年 - ”NATURALLY”について。

## カバー
- Wonderland 夕闇City - 降幡愛『Memories of Romance in Driving』